# Acromia punctata
Acromia punctata är en stekelart som beskrevs av Kamath 1972. Acromia punctata ingår i släktet Acromia och familjen brokparasitsteklar. Inga underarter finns listade i Catalogue of Life.